# Северное (Снежнянский городской совет)
Се́верное (укр. Сєверне) — посёлок, входит в Снежнянский городской совет Донецкой области Украины. Находится под контролем самопровозглашённой Донецкой Народной Республики.

## География
В посёлке находится исток реки под названием Глухая.

### Соседние населённые пункты по странам света
З: Пелагеевка
СЗ: Грабово
С: —
СВ: Андреевка (ниже по течению Глухой)
В: город Снежное
ЮВ: Мочалино, Суховское
ЮЗ, Ю: город Торез

## История
27 октября 1938 года Северное получило статус посёлка городского типа.

## Население
Население по переписи 2001 года составляло 11314 человек.

## Общая информация
Почтовые индексы — 86583, 86584. Телефонный код — 6256. Код КОАТУУ — 1414448000.

## Местный совет
86595, Донецкая обл., Снежнянский горсовет, пгт. Северное, ул. Минская, 30.